# Valeriu Munteanu (filolog)
Valeriu Munteanu (n. 4 octombrie 1921 – d. 20 decembrie 1999) a fost un lingvist și traducător român. A fost căsătorit cu prof. dr. Sanda Munteanu.
A studiat dreptul la Cluj și la Sibiu, apoi filologia (la București). Mai târziu va studia limbile scandinave la Universitatea din Uppsala (Suedia).
A predat limba suedeză (din 1968) și limba daneză (din 1970) la Universitatea București.
Cavaler al ordinului suedez "Nordstjärne" clasa I (1981) și al ordinului danez 
"Dannebrog".
Câștigător al premiului de traduceri al Academiei Suedeze (1981) și al Uniunii Scriitorilor din România (1997).
A tradus în limba română cărți de Hjalmar Bergman, August Strindberg, Artur Lundkvist, Hans Scherfig, Herman Bang, Sigrid Undset, Knut Hamsun.
A colaborat împreună cu Emma Kjærulf la "Dicționarul danez-român" al lui Poul Høybye.

## Lucrări publicate
- „Ghid de conversație român-suedez” (Ed. Sport-Turism, București, 1977)
- „Dansk-rumænsk parlør” (Ghid de conversație danez-român) (Ed. Sport-Turism, București, 1980)
- „Dicționar suedez-român” (Ed. Polirom, Iași, 2002)
- „Dicționar danez-român” (Ed. Polirom, Iași, 2003)